# Janusz Rulka
Janusz Rulka (ur. 5 lipca 1936 w Płocku, zm. 26 kwietnia 2016 w Bydgoszczy) – profesor nauk humanistycznych, historyk, specjalizujący się w dydaktyce historii oraz wiedzy o społeczeństwie.

## Życiorys
Urodzony w Płocku. Po II wojnie światowej mieszkał we Wrocławiu, gdzie ukończył szkołę podstawową i liceum ogólnokształcące. Następnie podjął studia na Uniwersytecie Mikołaja Kopernika w Toruniu, które ukończył w 1956. W wieku 20 lat uzyskał dyplom magistra historii. Po studiach pracował w szkole podstawowej (do 1957), był wychowawcą w internacie, nauczycielem historii w Liceum Pedagogicznym (1959–1964), wykładowcą w Studium Nauczycielskim w Bydgoszczy (1964–1967), adiunktem w Instytucie Historii i Archiwistyki Uniwersytetu Mikołaja Kopernika w Toruniu (1967–1974), od 1974 nieprzerwanie związany z Wydziałem Humanistycznym Wyższej Szkoły Nauczycielskiej, potem Wyższej Szkoły Pedagogicznej, następnie Akademii Bydgoskiej i Uniwersytetu Kazimierza Wielkiego w Bydgoszczy. Po przejściu na emeryturę (2005) nauczał w Kujawsko-Pomorskiej Szkole Wyższej w Bydgoszczy.
Doktoryzował się w 1967 w oparciu o pracę pt. Wpływ filmu na rozwój myślenia historycznego uczniów, której promotorem był prof. dr Tadeusz Słowikowski. W 1975 na Wydziale Humanistycznym Wyższej Szkoły Pedagogicznej w Krakowie przedłożył pracę habilitacyjną pt. Recepcja informacji polityczno-społecznych przez młodzież szkolną. Na jej podstawie nadano mu stopień doktora habilitowanego. W 1993 uzyskał tytuł profesora nadzwyczajnego Wyższej Szkoły Pedagogicznej w Bydgoszczy, a w 1997 profesora zwyczajnego.
W latach 1974–1975 był prodziekanem Wydziału Pedagogicznego, w latach 1975–1980 prorektorem ds. nauki w WSP w Bydgoszczy, w latach 1990–1996 prodziekanem Wydziału Humanistycznego tejże Uczelni. Przez wiele lat kierował Zakładem Dydaktyki w Instytucie Historii i Archiwistyki UMK w Toruniu, a następnie Zakładem Dydaktyki i Wiedzy o Społeczeństwie w WSP/AB/Uniwersytecie Kazimierza Wielkiego w Bydgoszczy aż do przejścia na emeryturę w 2005.

## Dorobek naukowy
Był członkiem Komisji Dydaktyki Komitetu Nauk Historycznych Polskiej Akademii Nauk (wiceprzewodniczący), Międzynarodowego Stowarzyszenia Dydaktyków Historii (Society of History Didactics), Komisji Dydaktycznej Polskiego Towarzystwa Historycznego (w latach 1978–1980 przewodniczący), Rady Głównej Szkolnictwa Wyższego (1982-1985), Zarządu Bydgoskiego Towarzystwa Naukowego, ekspertem Ministerstwa Oświaty, konsultantem Międzynarodowego Instytutu Podręczników Szkolnych w Brunszwiku. Współpracował z Instytutem Historii w Greifswaldzie i Rostocku. Brał udział w pracach kolegium redakcyjnym czasopism "Wiadomości Historyczne” oraz "Edukacja Humanistyczna".
Wypromował 9 doktorów oraz ponad 200 magistrów. Opublikował ponad 200 artykułów naukowych i opracowań książkowych. Był autorem podręczników szkolnych, przewodników metodycznych, programów nauczania, zeszytów ćwiczeń z historii oraz z wiedzy o społeczeństwie.

## Odznaczenia
- Krzyż Kawalerski Orderu Odrodzenia Polski
- Złoty Krzyż Zasługi
- Medal Komisji Edukacji Narodowej[1].

## Najważniejsze publikacje
- Wpływ filmu na rozwój myślenia historycznego uczniów, Bydgoszcz: Bydgoskie Towarzystwo Naukowe, 1969.
- Recepcja informacji polityczno-społecznych przez młodzież szkolną, Warszawa-Poznań: Państwowe Wydawnictwo Naukowe, 1974.
- Wpływ filmu na kształtowanie świadomości historycznej dzieci i młodzieży, Poznań: BSzD, 1979.
- Raport z badań wdrożeniowych programu historii w klasie V, Bydgoszcz: Wydawnictwo Uczelniane WSP, 1980.
- Komunikowanie masowe: (wybór tekstów), oprac. Janusz Rulka, Zbigniew Korsak, Bydgoszcz: Wydawnictwo Uczelniane WSP, 1984.
- Przemiany świadomości historycznej młodzieży, Bydgoszcz: Wydawnictwo Uczelniane WSP, 1991.
- Opowiadania szpitalne, (ps. Jan Ratowski), Bydgoszcz: Instytut Wydawniczy „Świadectwo”, 1997 ISBN 83-85860-93-2.
- Niewidoma z Chełmna: opowiadania turystyczne, rodzinne i szpitalne z XX wieku, Bydgoszcz: Instytut Wydawniczy „Świadectwo”, 2010 ISBN 978-83-7956-195-7.

### Podręczniki i przewodniki metodyczne
- Przewodnik metodyczny dla nauczycieli uczących historii w kl. IV wdrażających program 10-letniej szkoły średniej, Bydgoszcz: Wydawnictwo WSP, 1978.
- Historia w szkole podstawowej: [kl.] 4: przewodnik metodyczny, Warszawa: Wydawnictwa Szkolne i Pedagogiczne, 1983 (współautor Jerzy Centkowski).
- Uczymy historii: poradnik: klasa 4, Warszawa: Wydawnictwa Szkolne i Pedagogiczne, 1997, ISBN 83-02-06415-7 (współautor Jerzy Centkowski).
- Wiedza o życiu w społeczeństwie: podręcznik dla szkół średnich, Warszawa: „BGW”, 1996 (współautor Roman Ossowski).
- Wychowanie obywatelskie: podręcznik do wiedzy o społeczeństwie, Wydawnictwa Szkolne PWN, 1999 ISBN 83-7195-190-6; wyd. V, Warszawa: Wydawnictwa Szkolne PWN, 2006 ISBN 978-83-7446-006-4.